# Ormosia elliptica
Ormosia elliptica är en ärtväxtart som beskrevs av Q.W.Yao och R.H.Chang. Ormosia elliptica ingår i släktet Ormosia och familjen ärtväxter. Inga underarter finns listade i Catalogue of Life.